# Luleå HF/MSSK
Luleå HF/MSSK, oftast kallad bara Luleå HF, är ett svenskt ishockeylag för damer i Luleå och Piteå, som spelar i Svenska damhockeyligan.
Luleå HF/MSSK spelar mestadels av sina hemmamatcher i Coop Norrbotten Arena i Luleå, samt vissa av dem i LF Arena i Piteå och resten i Lulebohallen eller i andra orter i Norrbottens län.

## Historia
Laget bildades 13 februari 2015 efter en sammanslagning av dåvarande Riksserien-klubben Munksund-Skuthamns SK och Luleå HF:s damsektion. Redan efter första säsongen i Riksserien, 2015/2016, blev Luleå HF/MSSK seriesegrare med 87 poäng och tog även SM-guldet efter att ha slagit Linköping med 2-1 i finalmatcher. Säsongen 2017/2018 blev Luleå återigen seriesegrare och avslutade säsongen som Svenska mästare efter att ha besegrat Linköping med 2-1 i matcher.

## Utmärkelser/Meriter

### Lag
Svenska mästare
2016, 2018, 2019, 2021, 2022, 2023, 2024
Seriesegrare
2016, 2017, 2018, 2019, 2021, 2023, 2024, 2025

### Individuellt
Vinnare av Poängligan
Michelle Karvinen 2016/-17, 2017/-18
Vinnare av Skytteligan
Emma Nordin 2018/-19
Årets spelare
Emma Eliasson 2015/-16
Emma Nordin 2017/-18, 2018/-19